# روبرت بارك (مخترع)
روبرت إتش بارك (بالإنجليزية: Robert H. Park) هو مخترع ومهندس أمريكي، ولد في 15 مارس 1902 في ستراسبورغ في فرنسا، وتوفي في 18 فبراير 1994.